# Mitunu
Mitunu lub Metunu (Mitūnu lub Metūnu, zapisane w skrócie imię pochodzenia fenickiego) – wysoki dostojnik za rządów asyryjskich królów Sargona II (722-705 p.n.e.) i Sennacheryba (704-681 p.n.e.); był gubernatorem prowincji Isana, a także pełnił w 700 r. p.n.e. urząd limmu (eponima).